# Poiana Trestiei, Prahova
Poiana Trestiei este un sat în comuna Cosminele din județul Prahova, Muntenia, România.